# Bertrand W. Gearhart
Bertrand Wesley Gearhart (* 31. Mai 1890 in Fresno, Kalifornien; † 11. Oktober 1955 in San Francisco, Kalifornien) war ein US-amerikanischer Politiker. Zwischen 1935 und 1949 vertrat er den Bundesstaat Kalifornien im US-Repräsentantenhaus.

## Werdegang
Bertrand Gearhart besuchte die öffentlichen Schulen seiner Heimat und danach bis 1910 die Boones University School in Berkeley. Nach einem anschließenden Jurastudium an der University of Southern California in Los Angeles und seiner 1913 erfolgten Zulassung als Rechtsanwalt begann er in Fresno in diesem Beruf zu arbeiten. Während des Ersten Weltkrieges diente er zwischen 1917 und 1919 im Fliegerkorps der US Army. Danach fungierte er bis 1923 als Staatsanwalt im Fresno County. Im Jahr 1932 wurde er Vorstandsmitglied des Veteranenheims für Kalifornien (California Veterans’ Home). Gleichzeitig schlug er als Mitglied der Republikanischen Partei eine politische Laufbahn ein. Im Jahr 1933 war er Delegierter auf einer Versammlung zur Überarbeitung der kalifornischen Staatsverfassung.
Bei den Kongresswahlen des Jahres 1934 wurde Gearhart im neunten Wahlbezirk von Kalifornien in das US-Repräsentantenhaus in Washington, D.C. gewählt, wo er am 3. Januar 1935 die Nachfolge von Denver S. Church antrat. Nach sechs Wiederwahlen konnte er bis zum 3. Januar 1949 sieben Legislaturperioden im Kongress absolvieren. Bis 1941 wurden dort weitere New-Deal-Gesetze der Bundesregierung unter Präsident Franklin D. Roosevelt verabschiedet. Seit 1941 war auch die Arbeit des Kongresses von den Ereignissen des Zweiten Weltkrieges und dessen Folgen geprägt. Gearhart galt als extrem konservativer Abgeordneter. Im Jahr 1948 wurde er nicht wiedergewählt.
Nach dem Ende seiner Zeit im US-Repräsentantenhaus praktizierte Bertrand Gearhart wieder als Anwalt. Er starb am 11. Oktober 1955 in San Francisco und wurde in Fresno beigesetzt.